# Maltol
Maltolul este un compus organic natural, care este utilizat în principal ca potențator de aromă. Se găsește în scoarța de zadă, în ace de pin și în malțul prăjit (de unde provine și numele său). Este o pulbere cristalină albă care este solubilă în apă fierbinte, cloroform și alți solvenți polari. Deoarece are miros de vată de zahăr și caramel, maltolul este folosit pentru a conferi o aromă dulce parfumurilor. Este folosit ca potențator de aromă în pâine și prăjituri.
Maltolul, în mod similar cu alte 3-hidroxi-4-pirone, cum ar fi acidul kojic, poate chelata anumite metale, precum Fe3+, Ga3+, Al3+, cât și VO2+. Datorită acestei proprietăți, s-a raportat faptul că maltolul crește considerabil absorbția de aluminiu în organism  și crește biodisponibilitatea orală a galiului  și a fierului. Se află pe lista de aditivi alimentari cu numărul E E636.